# 中华人民共和国地方工业部
中华人民共和国地方工业部，是中华人民共和国国务院曾经下设的一个部。

## 历史
1954年9月21日，第一届全国人民代表大会第一次会议决定成立地方工业部。
1956年5月12日，第一届全国人民代表大会常务委员会第四十次会议决定撤销地方工业部，成立轻工业部。

## 领导
- 部长 沙千里（1954年9月28日－1956年5月12日）
- 副部长
  - 张劲夫（1954年11月1日－1956年5月12日）：华东军政委员会财政经济委员会副主任调任地方工业部党组书记、第一副部长。去向：中国科学院党组书记、第一副院长
  - 宋乃德（1954年11月1日－1956年5月12日）：国家计委地方工业局局长调任地方工业部党组副书记、副部长。去向：轻工业部党组书记、第一副部长。
  - 吴生秀（1954年11月1日－1956年5月12日）：西北行政委员会财政经济委员会副主任兼地方工业局局长调任。去向：轻工业部党组副书记兼机关党委书记。
- 机械局局长朱毅